# Forno (Moena)
Forno (El Forn in dialetto fiammazzo, L Forn in ladino), anche Forno di Fiemme, è una frazione del comune di Moena, da cui dista circa 4 km, situato nell'alta val di Fiemme, in Provincia di Trento, anche se amministrativamente è compreso nella comunità della val di Fassa.

## Geografia e ambiente

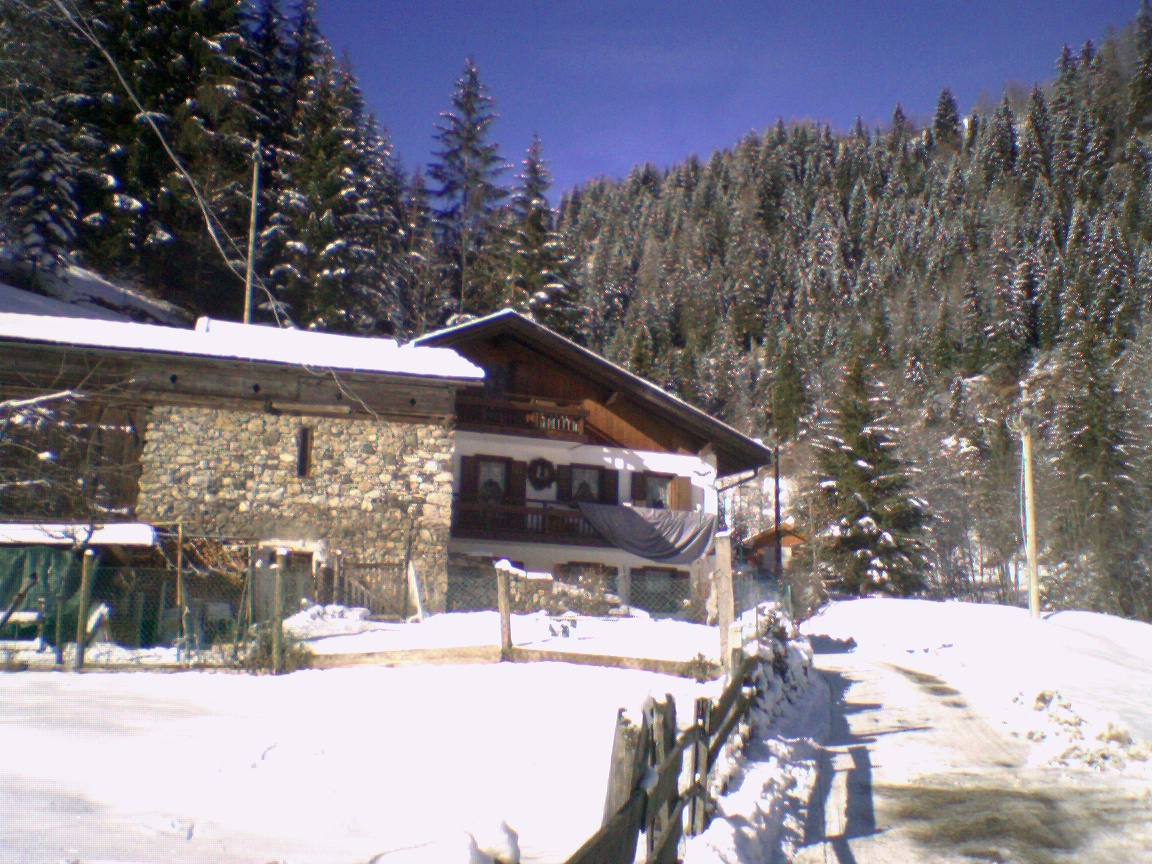
Casa del paese con fienile annesso; alcune abitazioni di Medil visibili in alto

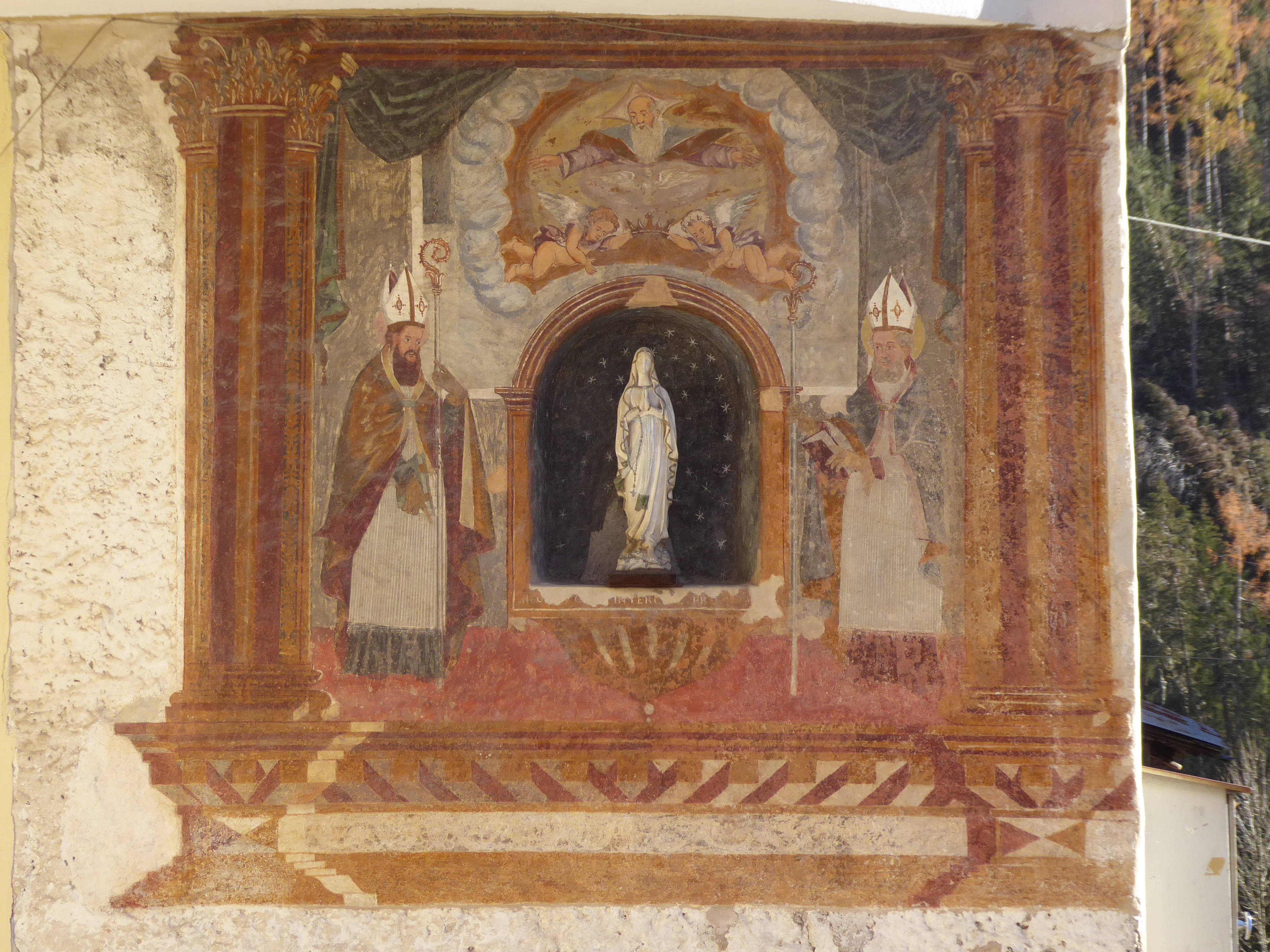
Affresco votivo sulla parete di una casa

L'abitato di Forno si sviluppa sul versante orografico destro del torrente Avisio, ed è attraversato dal rio Valsorda, suo affluente. L'abitato è sovrastato a nord dalla piccola frazione Medil, e ad ovest dal bosco della Regola Feudale; sorge al 43º km della strada statale 48 delle Dolomiti (unica via d'accesso al paese), a metà strada tra gli abitati di Predazzo e Moena, e dista 76 km da Trento e 19 da Cavalese.
Il paese è situato ad un'altitudine di 1.165 m s.l.m., e si trova all'entrata della selvaggia Valsorda che dà accesso al complesso montuoso del Latemar.

## Storia

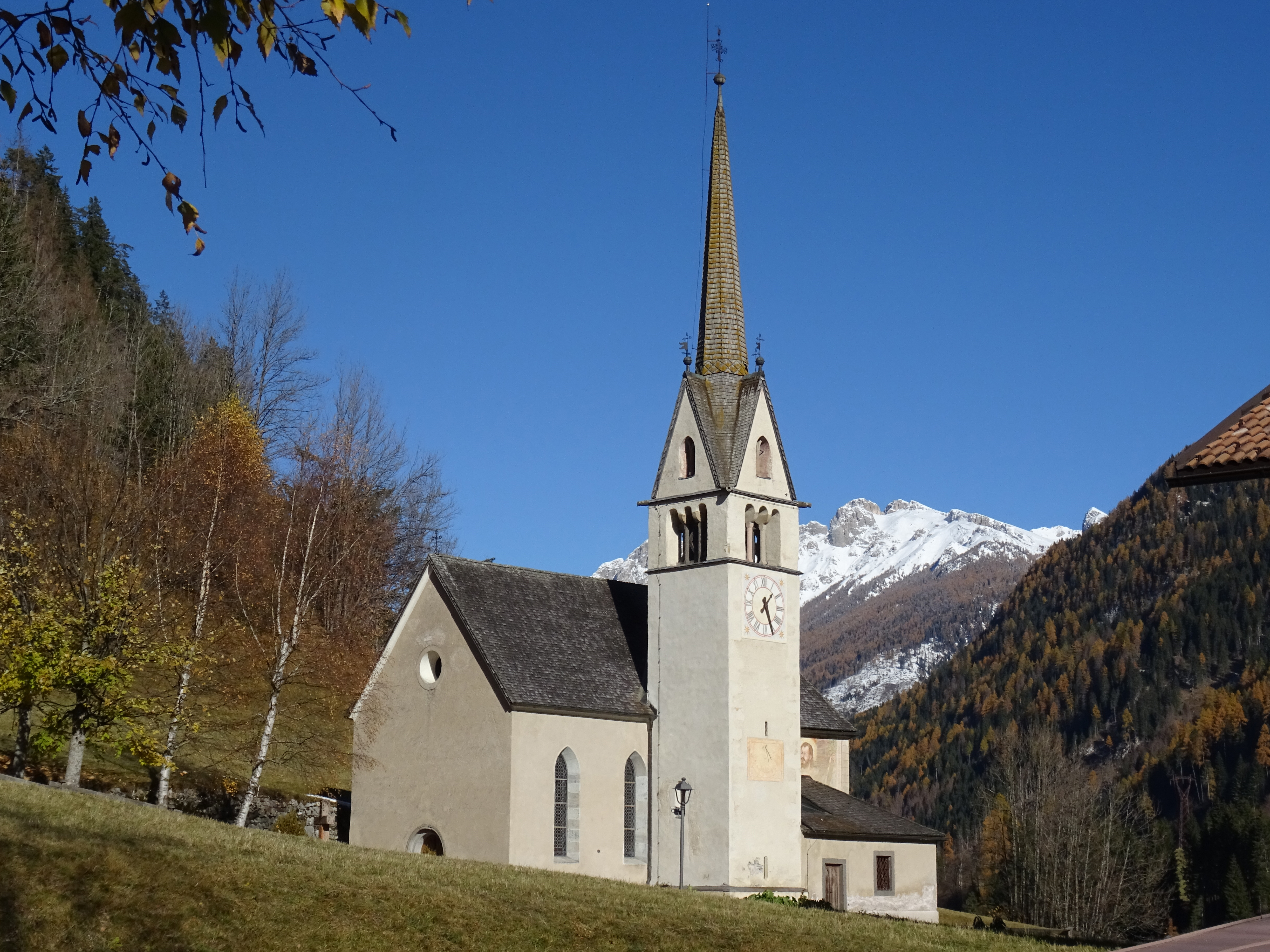
La chiesa di San Lazzaro

Nonostante faccia parte, attraverso Moena, del comprensorio C11 Ladino di Fassa, Forno appartiene storicamente alla Magnifica Comunità di Fiemme e geograficamente alla Val di Fiemme, il cui confine storico corrisponde ad un ruscello tra gli abitati di Soraga e Moena. Quest'ultimo, infatti, si trova in una posizione privilegiata, facendo parte contemporaneamente della Magnifica e del Comprensorio Ladino di Fassa; Moena era nota, infatti, attorno agli anni '20, come Moena di Fiemme.
La popolazione residente è inferiore ai 170 abitanti circa. Il paese ha infatti subito una forte diminuzione demografica nel corso degli anni. Fino al 1928, infatti, la comunità era autonoma, e comprendeva anche la frazione sovrastante di Medil (1.636 m s.l.m.). A partire da tale anno, entrambi i paesi furono annessi alla comunità del vicino centro abitato di Moena.

### Origini

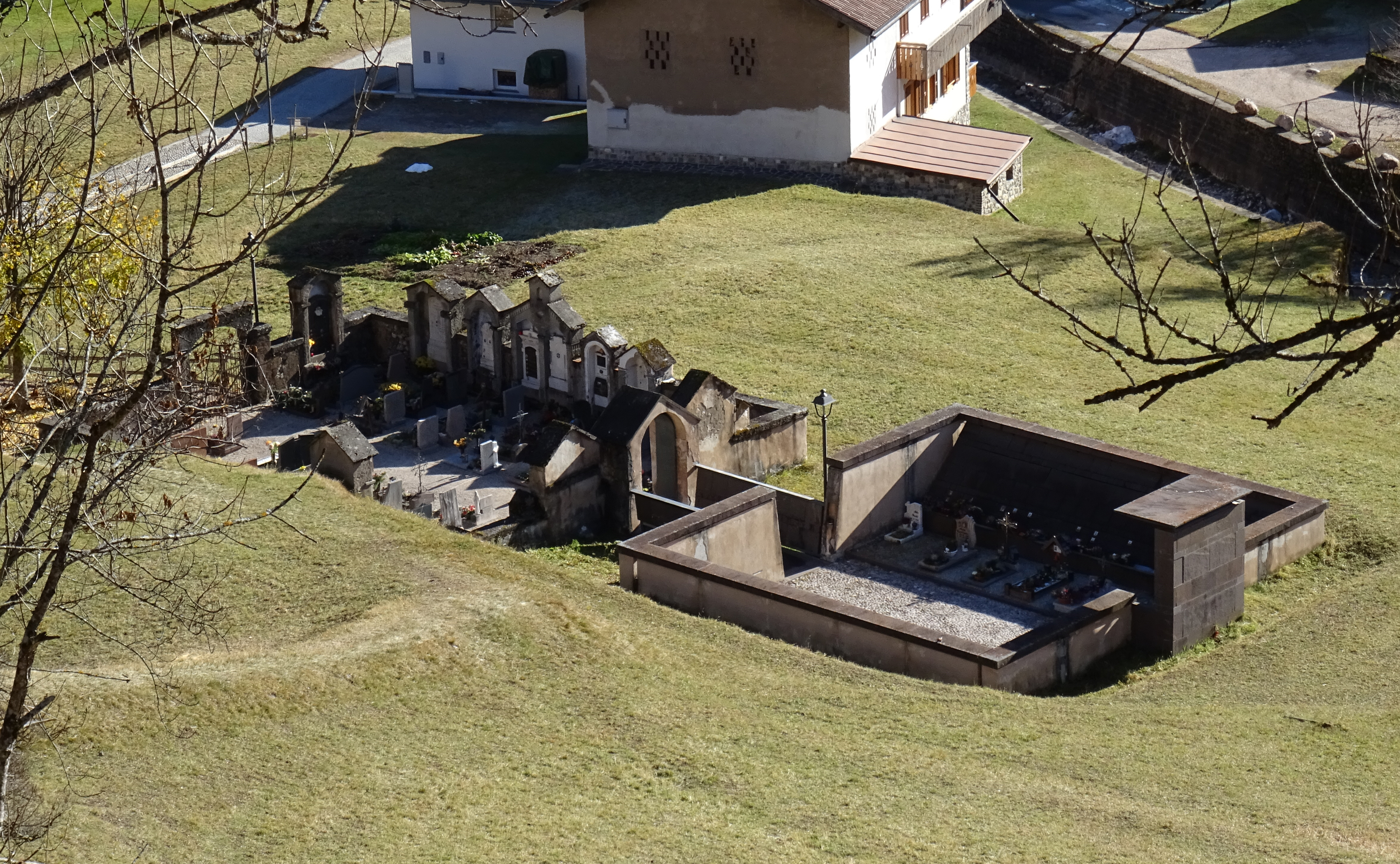
Il cimitero

Le prime tracce documentate di un'insediamente nel paese risalgono all'XI secolo, quando il territorio del Principato vescovile di Bressanone si estendevano fino al Ponte della Costa, presso Predazzo, dove invece cominciava il Principato vescovile di Trento.
Nel 1315, Predazzo, Mezzavalle (attuale frazione di Predazzo), e Forno entrarono nella Magnifica Comunità di Fiemme, formando un unico quartiere. Successivamente nel 1318 anche Moena e Daiano si unirono allo stesso quartiere.
Il nome dell'abitato, Forno, deriva infatti dal latino Furnus (forno, fornace, dove si fondono i metalli), data l'attività industriale della lavorazione di una particolare roccia estratta dal vicino gruppo montuoso del Latemar, il cosiddetto Bol Ross, una ematite terrosa (ocra rossa). Da tale roccia veniva estratta una pittura, di colore rosso, utilizzata come vernice protettiva sulle parti metalliche, principalmente tetti di case e chiese. È ancora possibile trovare tracce e schizzi su alcune rocce tra il paese e Medil lasciate da cacciatori e pastori.
Uno dei forni è ancora visibile, in stato di degrado, all'entrata del paese verso Predazzo, all'incrocio tra la Strada de San Lazer e la strada statale 48 delle Dolomiti.

## Monumenti e luoghi d'interesse
Il santo patrono di Forno è san Lazzaro, a cui è dedicata la piccola chiesetta a navata unica. La festa patronale del paese, secondo il calendario liturgico, è posticipata al 7 gennaio, nonostante la ricorrenza di san Lazzaro sia celebrata il 17 dicembre. 
La parrocchia di Forno fu istituita il 17 dicembre 1958; in precedenza si trattava solamente di una cappella. L'espositura della curazia di Forno nella pieve di Cavalese, venne eretta nell'anno 1715. Tuttora la parrocchia di Forno risponde al decanato di Cavalese.

## Società

### Tradizioni e folclore
Gli abitanti di Forno, chiamati fornati (trasposizione dal dialetto fornat), seguendo il folklore locale delle valli di Fiemme e Fassa di dare un soprannome specifico agli abitanti dei vari paesi, sono identificati con l'animale mulo, in dialetto mussat, data la loro caratteristica testardaggine.